# Thomas Xenakis
Thomas Xenakis (en grec Θωμάς Ξενάκης, Naxos, Egeu Meridional, 30 de març de 1875 – Orange, Califòrnia, Estats Units, 7 de juliol de 1842) va ser un gimnasta grec que va prendre part en els Jocs Olímpics de 1896, a Atenes.
Xenakis va disputar dues proves de gimnàstica, la prova d'escalada de corda i la de barres paral·leles per equip. En la prova d'escalada de corda, de 14 metres de llargada, ell i el seu compatriota Nikolaos Andriakopoulos foren els únics en completar l'ascens. Andriakopoulos fou el més ràpid amb un temps de 23,4 segons, per la qual cosa va guanyar la medalla d'or i Xenakis s'hagué de conformar amb la de plata. En les barres paral·leles per equip formà part de l'equip Panellinios Gymnastikos Syllogos, que finalitzà en la segona posició final, aconseguint una medalla de plata.